# Alburnus amirkabiri
Espèce
Alburnus amirkabiri (en anglais Amirkabir's bleak) est un poisson d'eau douce de la famille des Cyprinidae.

## Répartition
Alburnus amirkabiri est endémique d'Iran où elle se rencontre dans le bassin du lac Namak dans la province de Markazi.

## Description
La taille maximale connue pour Alburnus amirkabiri est de 117 mm pour les femelles.

## Taxonomie
Une étude de 2017 tendrait à démontrer que cette espèce est synonyme de Alburnus dorei. 

## Publication originale
- Mousavi-Sabet et al., 2015 : Alburnus amirkabiri (Teleostei), a new species of shemaya from the Namak Lake basin, Iran. Journal of Ichthyology vol. 55, n. , p. 40-52 (introduction).